# Paretroplus lamenabe
Paretroplus lamenabe' là một loài cá thuộc họ Cichlidae. Nó là loài đặc hữu của Madagascar. Môi trường sống tự nhiên của nó là các con sông.